# Мария Французская (герцогиня Бара)
Мария де Валуа или Мария Французская (18 сентября 1344 — 15 октября 1404) — шестой ребёнок и вторая дочь короля Франции Иоанна II и Бонны Люксембургской.

## Жизнь
В 1364 году Мария вышла замуж за Роберта I, герцога Бара. У Марии была обширная библиотека и научные труды на различные темы. Она увлекалась романами и поэзией, но также читала работы по истории и богословии. Джон Аррас посвятил свой Roman de Mélusine Марии.

## Дети
Муж: Роберт I, герцог Бара (18 ноября 1344 — 12 апреля 1411). Дети:
- Иоланда (ок. 1364 — 3 июля 1431); муж со 2 февраля 1380: Хуан I (27 декабря 1350 — 19 мая 1396), король Арагона
- Генрих (ок. 1362/1367 — ноябрь 1397/1398), сеньор де Марль
- Филипп (1372 — 28 сентября 1396/после 1404, битва при Никополе), убит в турецком плену; жена: контракт 3 мая 1384, Труа: Иоланда д’Энгиен, дочь Людовика I д’Энгиен, графа де Бриенн.
- Карл (1373—1392), сеньор де Ножан-ле-Ротру с 1391 года
- Мария (март 1374, Понт-а-Муссон — до 1393); муж со 2 августа 1384, Намюр: Гильом II (22 января 1355 — 10 января 1418), маркграф Намюра
- Эдуард III (1377 — 25 октября 1415, битва при Азенкуре), герцог Бара с 1411
- Людовик (ум. 23 июня 1430), епископ Вердена, кардинал с 1397, герцог Бара с 1415
- Иоланда (ум. 10 января 1421); муж: Адольф IX (ум. 14 июля 1437), герцог Юлиха и Берга
- Жан (1380 — 25 октября 1415, битва при Азенкуре), сеньор де Пюизе
- Бонна (ум. после 1400/1436); муж: Валеран III де Люксембург-Линьи (1455 — 22 апреля 1415), граф де Сен-Поль и де Линьи, коннетабль Франции
- Жанна (ум. 12 января 1402); муж: Теодор II Палеолог (ок. 1364 — 18 августа 1418), маркграф Монферрата и правитель Генуи